# Роговей Паун Аурелович
Паун Аурелович Роговей (26 жовтня 1970, Волока, Чернівецька область) — український дипломат. Тимчасовий повірений у справах України в Румунії (2020—2022), Надзвичайний і Повноважний Посол України в Республіці Молдова з 7 лютого 2025 року.

## Життєпис
Народився 26 жовтня 1970 року у Чернівецькій області. У 1993 році закінчив історичний факультет Чернівецького національного університету імені Юрія Федьковича. Вільно володіє румунською мовою.
З 1999 року на дипломатичній службі в МЗС України. Розпочав роботу з посади другого секретаря Третього територіального управління Міністерства закордонних справ України.
Має 16-ти річний досвід роботи у закордонних дипломатичних установах України.
З 2000 по 2004 рр. — працював другим, першим секретарем Посольства України в Румунії.
З 2006 по 2010 рр. — перший секретар, радник Посольства України в Румунії.
З 2012 по 2017 рр. — перебував у довготерміновому закордонному відрядженні в Республіці Молдова, де обіймав посаду радника Посольства України в Республіці Молдова.
З 1 грудня 2017 року — Перший секретар по посаді радника Посольства України в Румунії.
З 26 липня 2020 року призначений Тимчасовим повіреним у справах України в Румунії.
З 7 лютого 2025 року — Надзвичайний і Повноважний Посол України в Республіці Молдова.

## Нагороди
- Орден «За заслуги» III ст. (28 грудня 2022) — за вагомий особистий внесок у розвиток міждержавного співробітництва, плідну дипломатичну діяльність та високий професіоналізм[9]